# Jake Curhan
Jake Curhan (Larkspur, 9 febbraio 1998) è un giocatore di football americano statunitense che milita nel ruolo di offensive tackle per i Chicago Bears della National Football League (NFL).

## Carriera

### Seattle Seahawks
Curhan al college giocò a football a California. Dopo non essere stato scelto nel Draft NFL 2021 firmò con i Seattle Seahawks, riuscendo ad entrare nei 53 uomini del roster per l'inizio della stagione regolare. Debuttò come professionista subentrando nella gara del primo turno contro gli Indianapolis Colts giocando 4 snap.
Nel secondo turno della stagione 2023, con entrambi i tackle titolari infortunati, Curhan e Stone Forsythe scesero in campo come partenti e contribuirono alla vittoria sui Detroit Lions senza concedere sack, colpi sul quarterback e commettere penalità.

### Chicago Bears
Il 18 marzo 2024 Curhan firmò con i Chicago Bears. Fu svincolato il 27 agosto dopo di che riformò con la squadra di allenamento.